# خوان گابریل رودریگز
خوان گابریل رودریگز (انگلیسی: Juan Gabriel Rodríguez؛ زادهٔ ۲۸ فوریهٔ ۱۹۹۴) بازیکن فوتبال اهل آرژانتین است.
از باشگاه‌هایی که در آن بازی کرده‌است می‌توان به باشگاه فوتبال ریور پلاته اشاره کرد.